# Trichopoda nigricauda
Trichopoda nigricauda là một loài ruồi trong họ Tachinidae.